# Bic Runga
Briolette Kah Bic Runga (Christchurch, 13 gennaio 1976) è una cantautrice neozelandese.

## Biografia
Nata a Christchurch da madre cino-malese e padre maori, ha una sorella, Boh Runga, che canta nella rock band Stellar.
Nel 1995 ha ottenuto un contratto discografico con la Sony Music e ha poi pubblicato l'album discografico di debutto Drive nel 1997. Il suo singolo Sway è presente nel film American Pie (1999) e in American Pie: Ancora insieme (2012). Ha duettato con Dan Wilson dei Semisonic in Good Morning Baby, brano inserito anch'esso nel film.
Nel 2002 il suo secondo album Beautiful Collision è stato certificato undici volte disco di platino dalla RIANZ ed ha raggiunto la posizione #55 della Official Albums Chart.
Nel novembre 2005 ha pubblicato il terzo disco Birds e nello stesso anno ha un piccolo ruolo nel film Little Fish.
Nel 2006 viene nominata membro dell'Ordine al merito della Nuova Zelanda.
Nel 2011 ha pubblicato il suo quarto album in studio e nel 2016 il quinto.

## Discografia

### Album studio
- 1997 - Drive
- 2002 - Beautiful Collision
- 2005 - Birds
- 2011 - Belle
- 2016 - Close Your Eyes

### Raccolte
- 2008 - Try to Remember Everything
- 2012 - Anthology

### Live
- 2000 - Together in Concert: Live (con Dave Dobbyn e Tim Finn)
- 2003 - Live in Concert with the Christchurch Symphony